# Бен-Гур (фільм, 2016)
«Бен-Гур» (англ. Ben-Hur) — американська історична пригодницька кінодрама режисера Тимура Бекмамбетова, що вийшла 2016 року. Стрічку створено на основі роману «Бен-Гур: розповіді про Христа» Льюїса Воллеса. У головних ролях Джек Г'юстон, Морган Фрімен, Тобі Кеббелл.
Вперше фільм у широкому кінопрокаті показали 17 серпня 2016 року у світі, а в Україні стрічку почали показувати 8 вересня 2016 року.

## Сюжет
Молодий нащадок юдейського знатного роду Юда Бен-Гур був зраджений своїм зведеним братом і другом Мессалою, після чого провів багато років у неволі на галерах. Після корабельної аварії, Бен-Гур допливає до берега, де зустрічає шейха Ілдерима. Тепер він може помститися за зраду.

## У ролях
| Актор           | Персонаж     | Роль                    |
| --------------- | ------------ | ----------------------- |
| Джек Г'юстон    | Юда Бен-Гур  | юдейський принц         |
| Морган Фрімен   | Ілдерим      | шейх                    |
| Тобі Кеббелл    | Мессала      | зведений брат Бен-Гура  |
| Назанін Бон'яді | Естер        | рабиня, кохана Бен-Гура |
| Родріго Санторо | Ісус Христос |                         |
| Аєлет Зурер     | Наомі        | мати Бен-Гура           |
| Мойзес Аріас    | Дісмас       |                         |
| Пілу Асбек      | Понтій Пілат |                         |
| Джеймс Космо    | Квінтус      |                         |

## Створення фільму

### Знімальна група
- Кінорежисер — Тимур Бекмамбетов
- Сценаристи — Кейт Р. Кларк, Джон Рідлі
- Кінопродюсери — Марк Бернетт, Шон Деніел, Дункан Гендерсон, Джоні Левін
- Виконавчі продюсери — Джейсон Ф. Браун, Кейт Р. Кларк, Рома Дауні, Джон Рідлі
- Композитор — Марко Бельтрамі
- Кінооператор — Олівер Вуд
- Кіномонтаж — Доді Дорн, Річард Френсіс-Брюс, Боб Муравськи
- Підбір акторів — Джон Папсідера
- Художник-постановник — Наомі Шоха
- Артдиректори — Роберто Карузо, Марко Фурбатто, Фелікс Ларів'є-Шаррон, Массімо Паулетто, Джанпауло Ріфіно, Алессандро Сантуччі, Карло Серафін
- Художник по костюмах — Варвара Авдюшко[8].

### Виробництво
Про створення фільму стало відомо 2013 року, коли було повідомлено, що кінокомпанія «Metro-Goldwyn-Mayer» придбала права на сценарій Кейта Кларка, який є адаптацією роману Льюїса Воллеса «Бен-Гур: розповіді про Христа» 1880 року, що є у суспільному надбанні. У січні 2013 року стало відомо, що продюсуванням фільму займуться Шон Деніел і Джоні Левін, виконавчими продюсерами будуть Джейсон Браун і Кейт Кларк. У вересні 2013 року стало відомо, що кінокомпанія уклала угоду з Тимуром Бекмамбетовим, щоб той режисував створення фільму. У червні 2015 року виконавчий директор кінокомпанії «Paramount Pictures» Роб Мур сказав, що новий фільм про Бен-Гура є радше новим баченням класичного роману, а ніж переробленням на сучасний лад класичного фільму 1959 року.
Знімання розпочали 2 лютого 2015 року і проходили у Римі і Матері, Італія, про що повідомили кінокомпанії «Metro-Goldwyn-Mayer Pictures» і «Paramount Pictures». Знімання просто неба завершили на початку квітня 2015 року, після чого розпочався чотиримісячний етап знімання на студії «Cinecitta Studios» у Римі, на тій самій, де знімався фільм 1959 року.

## Сприйняття

### Оцінки і критика
Фільм отримав змішані відгуки: Rotten Tomatoes дав оцінку 26 % на основі 153 відгуків від критиків (середня оцінка 4,7/10) і 65 % від глядачів зі середньою оцінкою 3,6/5 (16 448 голосів). Загалом на сайті фільм має змішані оцінки, фільму зарахований «гнилий помідор» від кінокритиків, проте «попкорн» від глядачів, Metacritic — 38/100 (33 відгуки критиків) і 4,4/10 від глядачів (75 голоси). Загалом на цьому ресурсі від критиків фільм отримав погані відгуки, а від глядачів — змішані, IGN — 5,8/10 (посередній), Internet Movie Database — 5,7/10 (8 705 голосів).
Українська кінокритик Надія Заварова у своїй рецензії на фільм написала, що «замість хліба і видовищ глядачам підсунули воду і обтяжливу повинність, тому що додивитися до кінця картину так само складно, як обіграти карткового шулера». Юлія Ліпенцева на сайті телеканалу «24» написала, що «розвиток подій виглядає рваним, а актори не вражають, хоча непогано виглядають в кадрі».

### Касові збори
Під час показу в Україні, що розпочався 8 вересня 2016 року, протягом першого тижня на фільм було продано 71 885 квитків, фільм показали у 263 кінотеатрах і він зібрав 5 600 105 ₴, або ж 211 500 $, що на той час дозволило йому зайняти 1 місце серед усіх прем'єр.
Під час показу у США, що розпочався 19 серпня 2016 року, протягом першого тижня фільм показали у 3 084 кінотеатрах і він зібрав 11 350 000 $, що на той час дозволило йому зайняти 5 місце серед усіх прем'єр. Показ фільму тривав 49 днів (7 тижнів) і завершився 6 жовтня 2016 року, зібравши за цей час у прокаті у США 26 410 477 доларів США, а у решті світу 64 708 923 $ (за іншими даними 62 900 000 $), тобто загалом 91 119 400 доларів США (за іншими даними 89 310 477 $) при бюджеті 100 млн доларів США.

## Музика
Музику до фільму «Бен-Гур» написав і виконав Марко Бельтрамі, саундтрек вийшов 12 серпня 2016 року на лейблі «Sony Classical».
| Список треків | Список треків                         | Список треків |
| #             | Назва                                 | Тривалість    |
| ------------- | ------------------------------------- | ------------- |
| 1.            | «Ben-Hur Theme»                       | 2:52          |
| 2.            | «Jerusalem 33 A.D. / Sibling Rivalry» | 2:22          |
| 3.            | «Carrying Judah»                      | 1:56          |
| 4.            | «Mother's Favorite»                   | 1:21          |
| 5.            | «Messala Leaves Home»                 | 1:33          |
| 6.            | «Dear Messala»                        | 1:46          |
| 7.            | «Messala Returns»                     | 1:32          |
| 8.            | «Speaking of Zealots»                 | 1:26          |
| 9.            | «Messala and Tirzah»                  | 1:35          |
| 10.           | «Brothers Divide»                     | 1:39          |
| 11.           | «Home Invasion»                       | 4:40          |
| 12.           | «Galley Slaves»                       | 4:58          |
| 13.           | «Rammed Hard»                         | 2:18          |
| 14.           | «Judah Ashore»                        | 2:29          |
| 15.           | «Horse Healer»                        | 1:25          |
| 16.           | «Ben and Esther»                      | 1:37          |
| 17.           | «Training»                            | 3:18          |
| 18.           | «Invitation»                          | 1:15          |
| 19.           | «Ilderim Wagers»                      | 2:37          |
| 20.           | «Leper Colony / Messala Will Pay»     | 3:03          |
| 21.           | «The Circus»                          | 2:39          |
| 22.           | «Chariots of Fire»                    | 4:17          |
| 23.           | «Brother vs Brother»                  | 4:25          |
| 24.           | «Carried Off»                         | 1:22          |
| 25.           | «Jesus Arrested»                      | 3:09          |
| 26.           | «Forgiveness»                         | 1:51          |
| 27.           | «Modeh Ani Haiku»                     | 2:49          |
| 1:06:14       |                                       |               |

### Виноски
1. 1 2  Ben-Hur: Release Info (англ.). Internet Movie Database. Архів оригіналу за 1 вересня 2016. Процитовано 8 вересня 2016.
2. 1 2  Бен-Гур. Kino-teatr.ua. Архів оригіналу за 27 липня 2016. Процитовано 1 серпня 2016.
3. 1 2  Rebecca Ford (4 серпня 2016). 'Ben-Hur' Director on How His Remake Differs From Charlton Heston's Film and How He Found His Judah (англ.). The Hollywood Reporter. Архів оригіналу за 19 серпня 2016. Процитовано 19 серпня 2016.
4. 1 2 3 4  Ben-Hur (2016) (англ.). Box Office Mojo. Архів оригіналу за 17 жовтня 2016. Процитовано 16 жовтня 2016.
5. 1 2 3 4  Ben-Hur (2016) (англ.). The Numbers. Архів оригіналу за 6 жовтня 2016. Процитовано 16 жовтня 2016.
6. ↑  Ben-Hur (2016) (англ.). AllMovie. Архів оригіналу за 1 липня 2019. Процитовано 19 серпня 2016.
7. ↑  Юлія Купріна (9 вересня 2016). Прем'єри тижня: «Служниця», «Саллі» та «Бен-Гур». Forbes.ua. Архів оригіналу за 10 вересня 2016. Процитовано 10 вересня 2016.
8. ↑  Ben-Hur: Full Cast & Crew (англ.). Internet Movie Database. Архів оригіналу за 29 листопада 2016. Процитовано 14 черввня 2016.
9. ↑  Dave McNary (16 березня 2016). Watch: First Trailer for ‘Ben-Hur’ Remake (англ.). Variety. Архів оригіналу за 22 березня 2016. Процитовано 1 серпня 2016.
10. ↑  Mike Fleming Jr (13 січня 2013). Sweet Chariot! MGM is Rebooting ‘Ben-Hur’ (англ.). Deadline.com. Архів оригіналу за 8 серпня 2016. Процитовано 1 серпня 2016.
11. ↑  Mike Fleming Jr (20 вересня 2013). MGM’s ‘Ben-Hur’ To Ride With Timur Bekmambetov As Director (англ.). Deadline.com. Архів оригіналу за 19 лютого 2016. Процитовано 1 серпня 2016.
12. ↑  Michael Cieply (25 червня 2015). Paramount Promises Respectful Portrayal of Jesus in ‘Ben-Hur’ (англ.). The New York Times. Архів оригіналу за 19 червня 2016. Процитовано 1 серпня 2016. [Архівовано 19 червня 2016 у Archive.is]
13. ↑  CS (2 лютого 2015). MGM and Paramount Start Principal Photography on Ben-Hur (англ.). Comingsoon.net. Архів оригіналу за 3 лютого 2015. Процитовано 1 серпня 2016.
14. ↑  Peter T. Chattaway (2 квітня 2015). Ben-Hur begins its four-month shoot at Cinecitta Studios (англ.). Patheos. Архів оригіналу за 16 березня 2016. Процитовано 1 серпня 2016.
15. ↑  Ben-Hur (англ.). Rotten Tomatoes. Архів оригіналу за 11 лютого 2021. Процитовано 23 вересня 2016.
16. ↑  Ben-Hur (англ.). Metacritic. Архів оригіналу за 5 травня 2021. Процитовано 23 вересня 2016.
17. ↑  Scott Collura (18 серпня  2016). Ben-Hur review (англ.). IGN.com. Архів оригіналу за 19 серпня 2016. Процитовано 19 серпня 2016.
18. ↑  Ben-Hur (англ.). Internet Movie Database. Архів оригіналу за 23 вересня 2016. Процитовано 23 вересня 2016.
19. ↑  Надія Заварова (9 вересня 2016). «Бен-Гур» Тимура Бекмамбетова: Голгофа розваг. Cultprostir. Архів оригіналу за 30 вересня 2016. Процитовано 30 вересня 2016. [Архівовано 30 вересня 2016 у Wayback Machine.]
20. ↑  Юлія Ліпенцева (13 вересня 2016). "Бен-Гур": римейк фільму з рекордною кількістю Оскарів. Телеканал «24». Архів оригіналу за 18 жовтня 2016. Процитовано 18 жовтня 2016.
21. 1 2  Олексій Першко (14 вересня 2016). Бокс-Офіс 36 (2016): Колісниці без вогню. Kino-teatr.ua. Архів оригіналу за 20 вересня 2016. Процитовано 14 вересня 2016.
22. ↑  Ben-Hur (2016) — Ukraine Weekend Box Office (англ.). Box Office Mojo. Архів оригіналу за 22 вересня 2016. Процитовано 14 вересня 2016.
23. ↑  Marco Beltrami. Ben-Hur (2016) (Original Motion Picture Score) (англ.). Allmusic. Архів оригіналу за 12 вересня 2016. Процитовано 15 вересня 2016.
24. ↑  filmmusicreporter (1 липня 2016). ‘Ben-Hur’ Soundtrack Details (англ.). Film Music Reporter. Архів оригіналу за 16 вересня 2016. Процитовано 15 вересня 2016.